# Halo: Spartan Strike
Halo: Spartan Strike es un videojuego de disparos Matamarcianos ambientado en el universo de ciencia ficción de la serie Halo. Es el sucesor de Halo: Spartan Assault, el juego fue desarrollado por 343 Industries y Vanguard Games. Fue lanzado para Windows, Windows Phone y iOS el 16 de abril de 2015. Durante el juego, los jugadores asumen el papel de súper soldados humanos conocidos como Spartans en una serie de juegos de guerra simulando sucesos históricos ficticios. Los jugadores pueden usar armas totalmente nuevas, como Suppressor, Scatter Shot, Incineration Cannon y Binary Rifle, así como nuevas habilidades de armadura, como Bubble Shield, Airstrike, Proximity Mine, Teleport y Shock Chain en el campo de batalla.

## Juego
Halo: Spartan Strike tiene lugar después de los eventos de Halo 4. El personaje del jugador es un súper soldado Spartan IV que lidera las fuerzas de la UNSC contra el nuevo Covenant y los Prometeos, enemigos dentro de una simulación de combate durante los eventos de Halo 2 en Nueva Mombasa, Kenia, como en Halo 3: ODST. Después de la primera campaña, el jugador va a Gamma Halo para impedir que las fuerzas de nuevo Covenant activen un dispositivo conocido como el conducto, pero fallan, pudiendo agarrar el dispositivo. Luego, el jugador lleva el Conducto a una ciudad atacada por Prometeos y detiene la batalla.

## Recepción
Halo: Spartan Strike recibió críticas mayormente positivas de los críticos. El agregador de revisión Metacritic asignó a la versión para PC una puntuación de 66/100 basada en 9 revisiones y a la versión de iOS una puntuación de 86/100 basada en 4 revisiones. Otro agregador, GameRankings, le dio a la versión de PC una puntuación del 70% basada en 6 revisiones y a la versión de iOS una puntuación de 86.67% basada en 3 revisiones.